# جان داونی
جان داونی (انگلیسی: John Downie؛ ۱۹ ژوئیهٔ ۱۹۲۵ – ۱۹ فوریهٔ ۲۰۱۳) یک بازیکن فوتبال اهل اسکاتلند بود.

## باشگاهی
از باشگاه‌هایی که در آن بازی کرده‌است می‌توان به باشگاه فوتبال منچستر یونایتد، باشگاه فوتبال ویسبچ، باشگاه فوتبال هال سیتی، باشگاه فوتبال استالی‌بریج سلتیک، باشگاه فوتبال برافورد پارک آونیو، باشگاه فوتبال لوتون تاون، باشگاه فوتبال هاید، و باشگاه فوتبال منزفیلد تاون اشاره کرد.